# Normas de Castelló

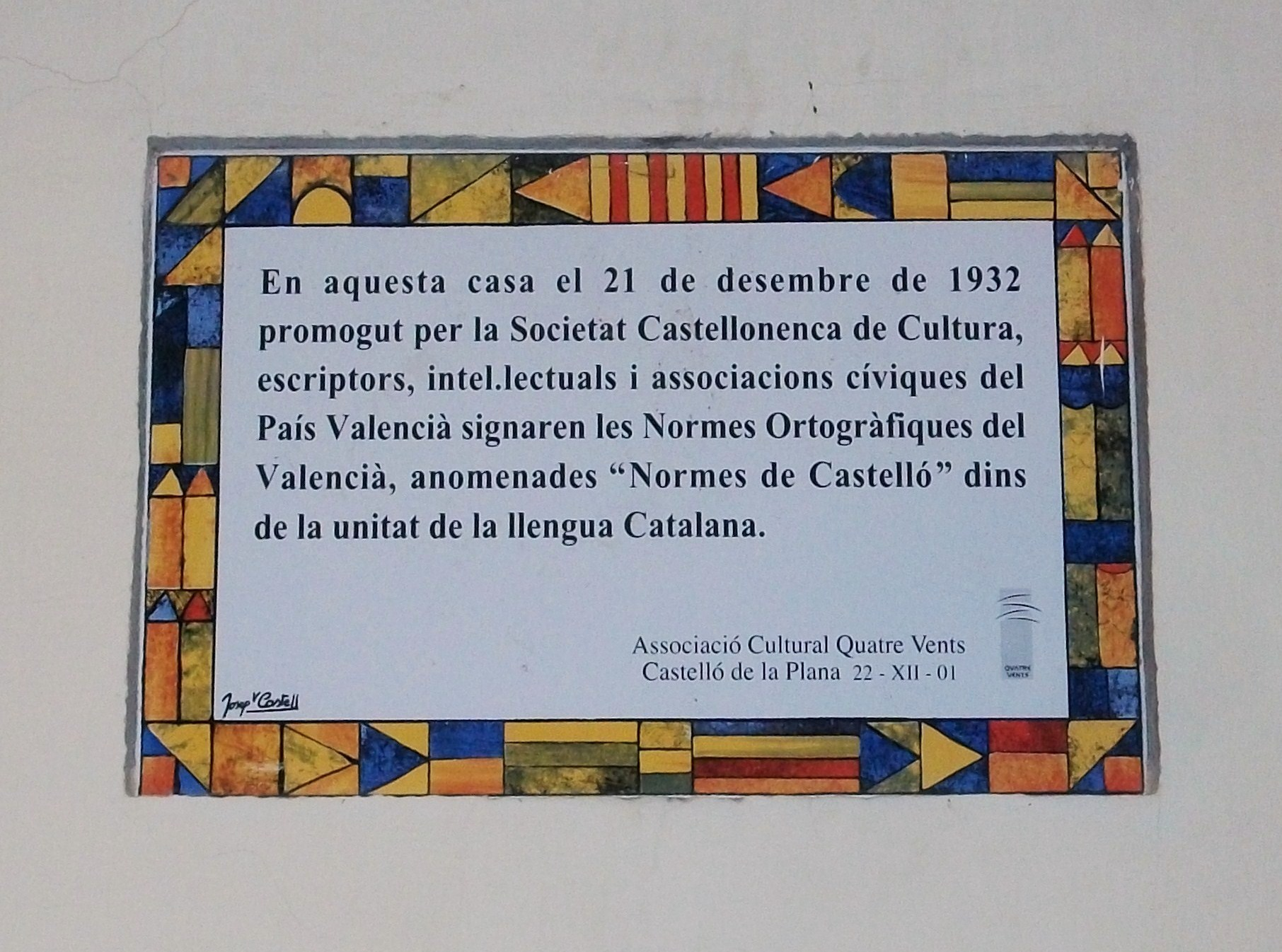
Placa comemorativa das Normas de Castelló

As  Normas Ortográficas de Castelló (Normes Ortogràfiques de Castelló ou Normes de Castelló), são umas normas ortográficas elementares, que seguem basicamente as normas fabrianas, adaptadas ao valenciano. Estas normas foram assinadas en 1932 pelas mais importantes instituições culturais da actual Comunidade Valenciana. Entre elas se encontravam a Societat Castellonenca de Cultura, Lo Rat Penat, a Centre de Cultura Valenciana ou a Agrupació Valencianista Republicana.
De certa maneira, as normas vão de encontro a um compromisso, no sentido de que respeitam a essência e o estilo das normas fabrianas, contudo permitindo o uso da idiossincrasia do valenciano. É importante destacar que não são umas normas ortográficas completas; são simplesmente um guia. Com efeito, a situação do valenciano estândar actual segue este guia aproximadamente, mas é importante realçar que algumas palavras que se consideram não-ortográficas hoje em dia (por ex. atre por altre) se permitem nas Normas de Castelló. De maneira inversa, algumas palavras aceitadas pela Academia Valenciana da Língua actualmente, não estão no espírito da norma.